# Vladimír Poruban
Vladimír Poruban (* 11. dubna 1957) je bývalý slovenský fotbalista, obránce.

## Fotbalová kariéra
V československé lize hrál za Jednotu Trenčín. Nastoupil v 6 ligových utkáních a dal 1 ligový gól.

## Ligová bilance
| Ročník                                      | Zápasy | Góly | Klub            |
| ------------------------------------------- | ------ | ---- | --------------- |
| 1. československá fotbalová liga 1978/79    | 2      | 1    | Jednota Trenčín |
| 1. československá fotbalová liga 1979/80    | 4      | 0    | Jednota Trenčín |
| 1. slovenská národní fotbalová liga 1982/83 | 13     | 1    | TTS Trenčín     |
| 1. slovenská národní fotbalová liga 1983/84 | 9      | 1    | TTS Trenčín     |
| CELKEM 1. liga                              | 6      | 1    |                 |